# 草履

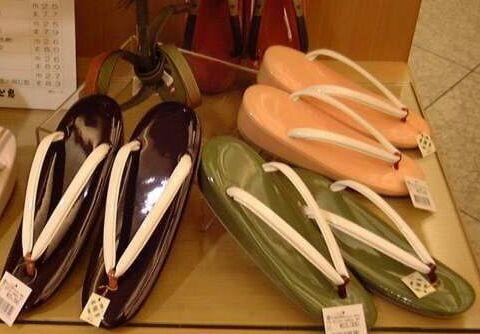
女物の革草履

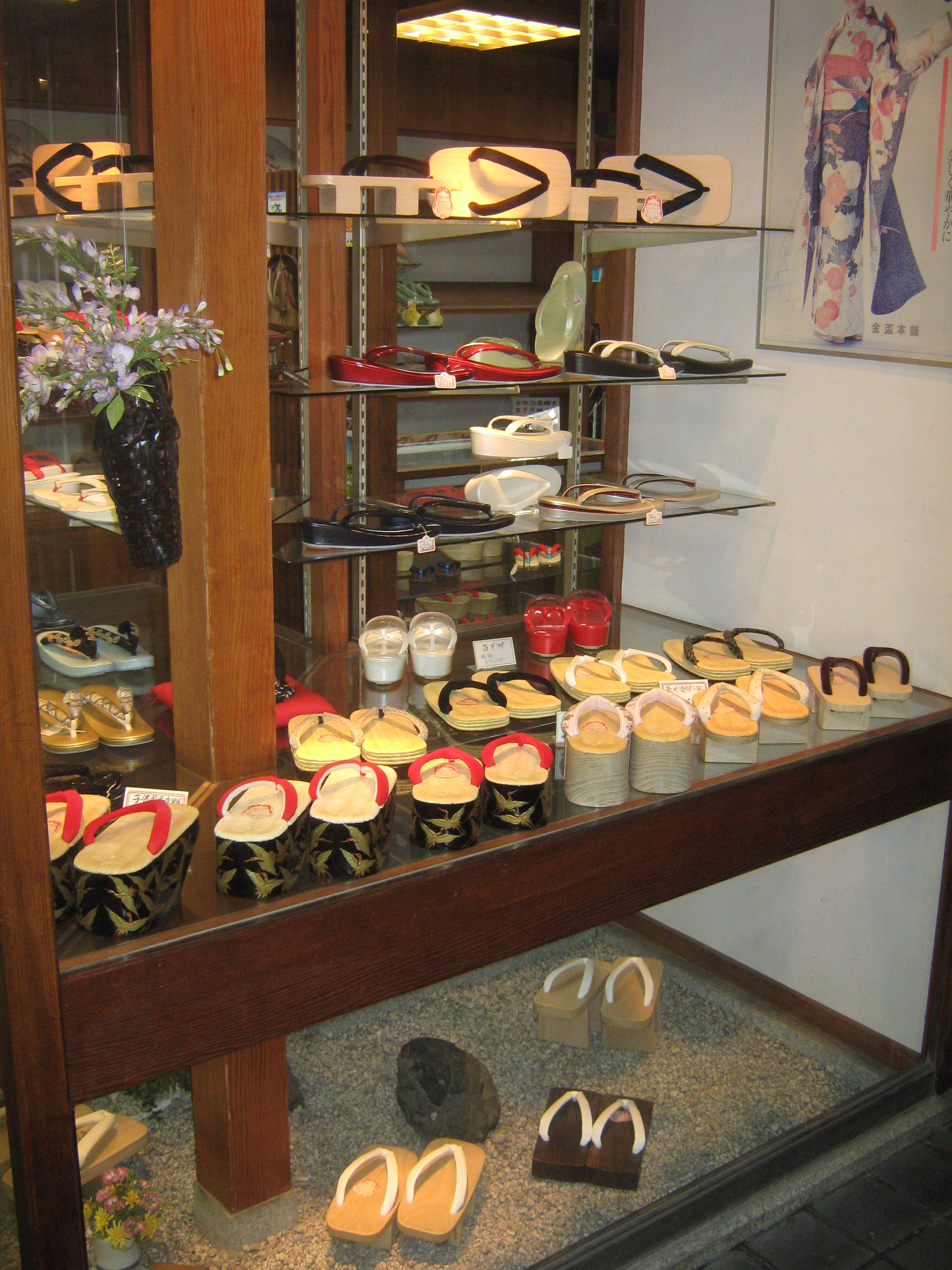
履物店での陳列

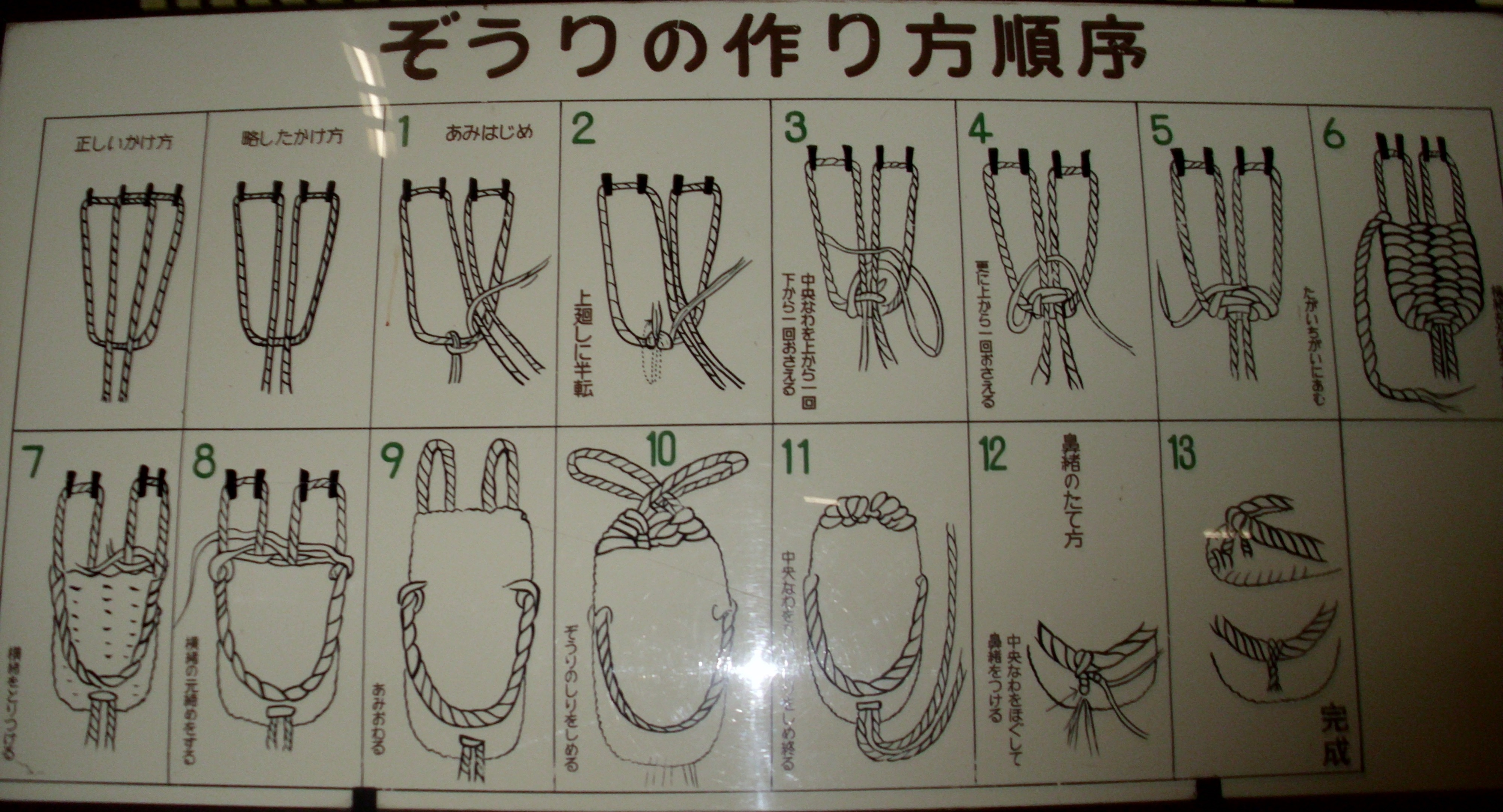
草履の作り方

草履（ぞうり）は、鼻緒を有する日本の伝統的な履物。明治以降に洋靴が普及するまで日本で広く使用された。
古くは藁（わら）を材料に作られた履物で藁草履ともいう。構造的に同じく鼻緒部分（strap）と台の部分（sole）があるが、ゴム製のものはゴム草履（flip-flops）と呼ばれる。

## 歴史

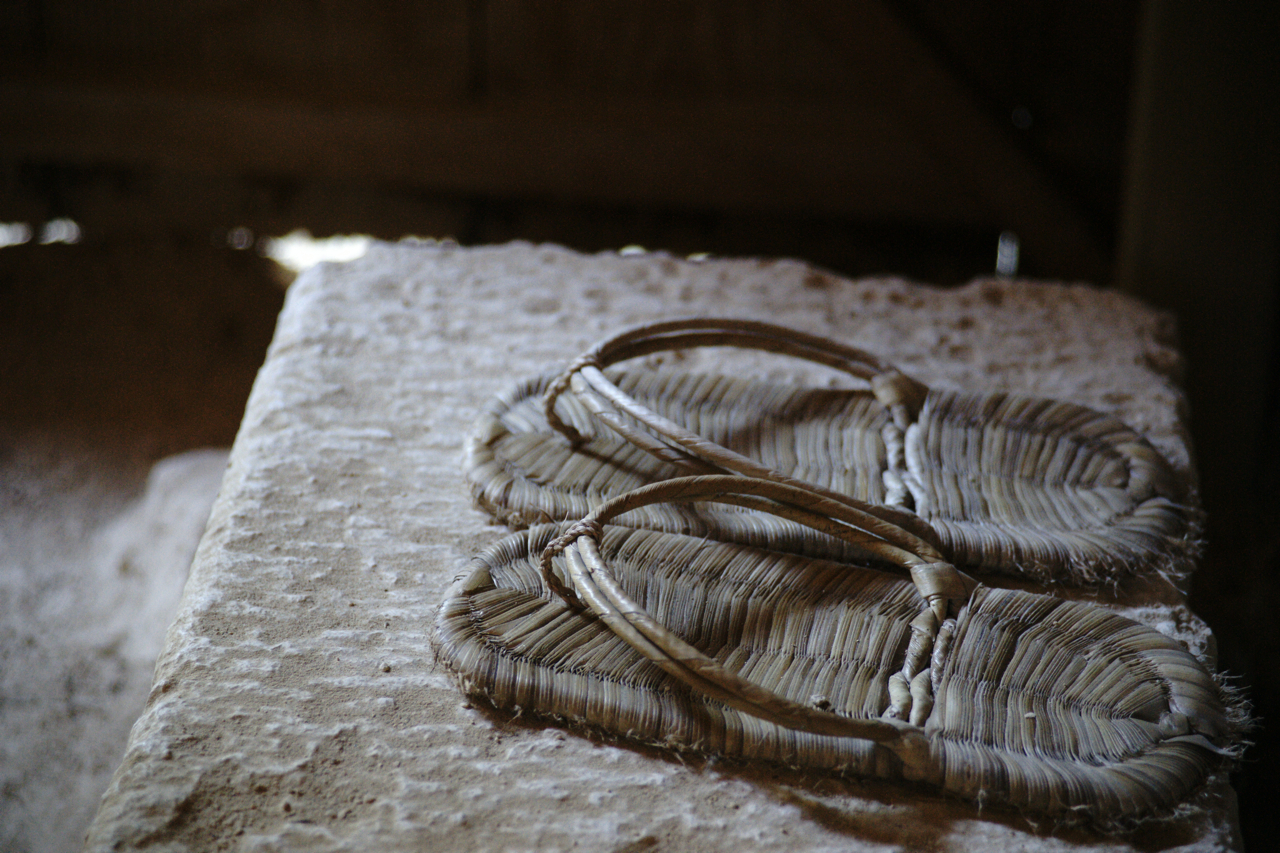
藁草履

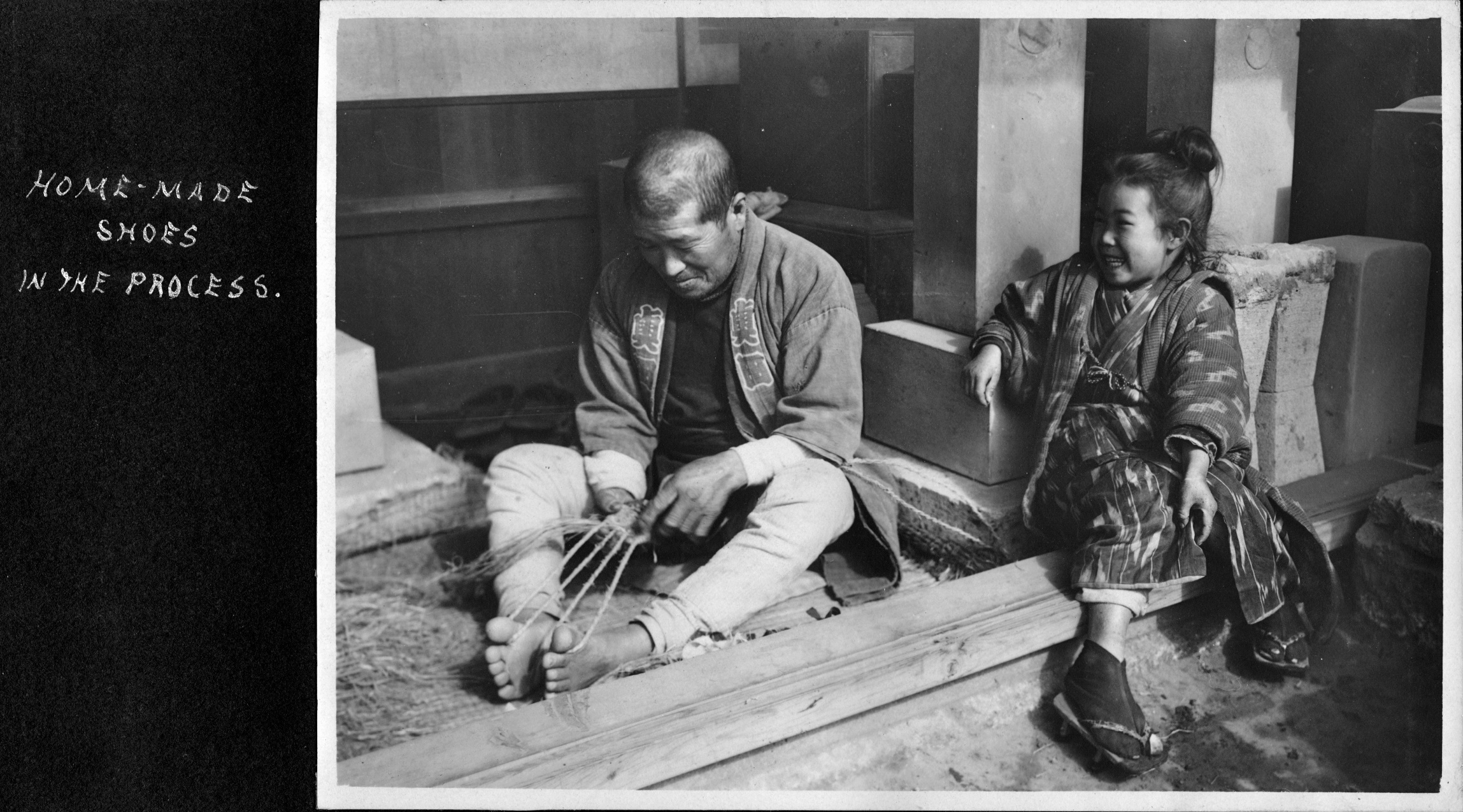
藁草履作り。大正時代

草履と同じく植物繊維で作製された履物に草鞋（わらじ）がある。草鞋は律令制度とともに導入されたもので「鞋（かい）」と呼ばれる履物の一種である。「草鞋」や「絲鞋」は植物繊維で作られた浅形の簡便な履物で、中国では旅などで履く消耗品として使用された。
草鞋（わらじ）にある足首を縛る紐を簡略化して成立した履物が草履と考えられている。平安時代中期には一般庶民の履物として普及した。
山梨県西八代郡旧三珠町の町誌によると、家で作られた藁草履は農作業用、外出用、登校用などに使用された。しかし、昭和になり農作業には地下足袋、その他の用途ではゴム草履やゴム靴が使用されるようになった。
第二次世界大戦後、洋装化が進んで草履は主に和装の履物として用いられているが、形態的には靴の影響を受けて足幅よりも狭く、台面の後端から前壺にほぼまっすぐに傾斜を付けた構造に変化した。
畳表の草履は歌舞伎などの舞台用か、ごく一部の男性用として見かける程度である。

## 材料と構造
伝統的には藁を材料に作製されたが、趣味の草履作りでは芯縄をビニールロープにしたり、藁ではなく布ひもを使ったものもある（布ぞうり）。

### 足半草履
靴底が足の先端半分しかないもの。ぬかるみでも滑りにくく、ハネ上がらないなどの利点があった。また、かかとまで届かない靴底で接地が限られる分、足裏に接着して泥や小石が入りにくい特徴を持つ。

### 板草履
草履の芯に薄板を用いたもの。草履芯ともいい、2枚1組で片足分の草履の芯とする。

## 草履と健康

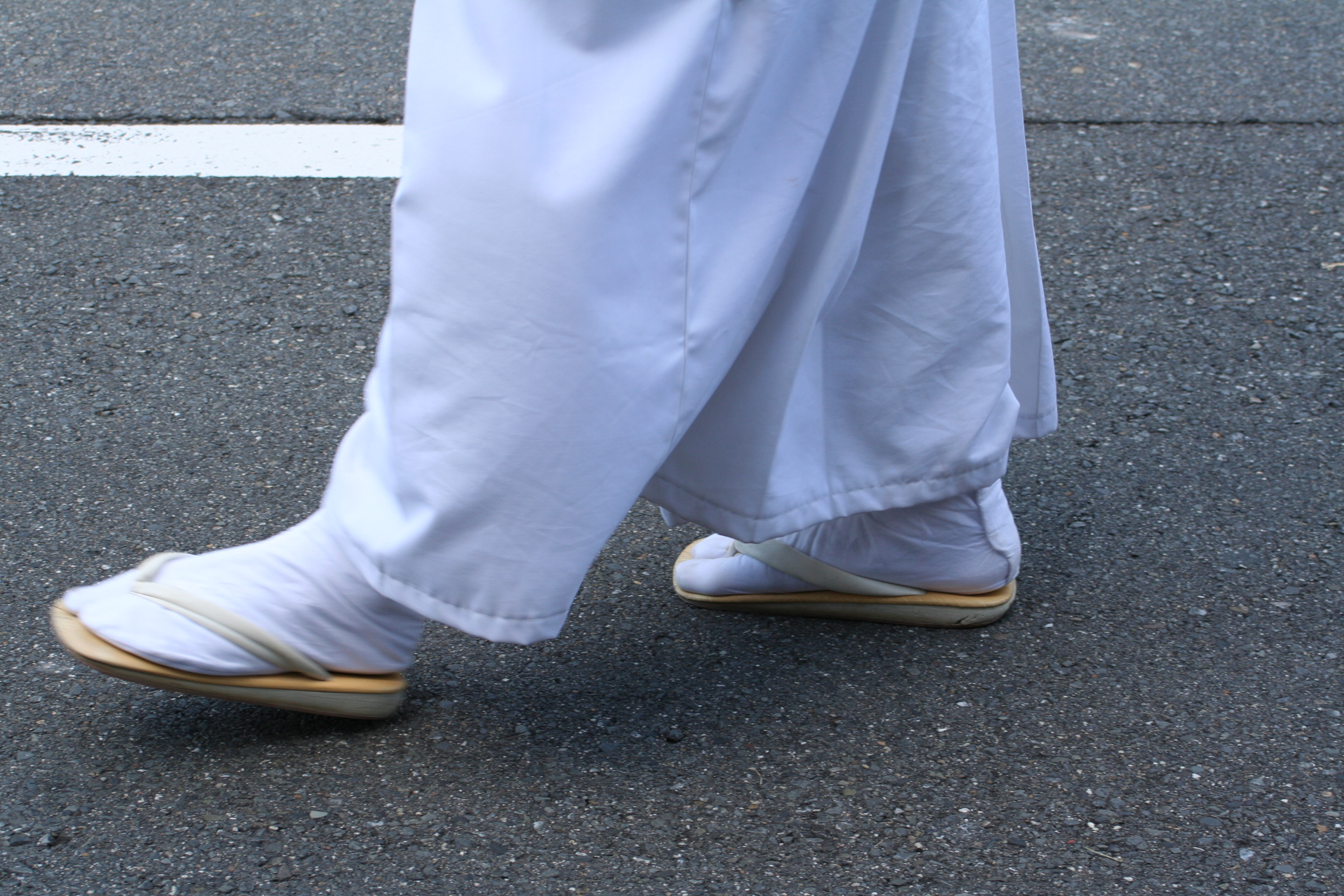
着用の様子

草履は靴と違って足を包み込まないため、足の汗が乾燥しやすい。そのため足白癬になりにくく、足のにおいも少なくなる。実際、日本人が草履をはいていた時代には、足白癬の報告はほとんどない。
まったくの裸足で生活する人が多く、産業や医療が未発達なケニアでは、足の傷からの感染症を予防するために、日本人栄養学者の岸田袈裟が現地の材料で手作りできる草履の製法を導入し、好評を呼んでいる。

## 備考
- 良く似た形状のリゾート用の履物にビーチサンダルがあり、それを指して「草履」という場合もある。沖縄のビーチサンダルに島ぞうりがある。通常100円-1000円程度の廉価で販売される。
- 江戸時代に造られていた金剛草履（堅くて丈夫な草履という意味）は、2束で3文という売られ方をされていたことから、安価や投げ売りという意味で二束三文という言葉が生まれている。
- 「鼻緒が切れると凶兆・縁起が悪い」という迷信が存在する。かつて葬列に参列する近親者や棺を担ぐ者は新たにそのためだけの草履を用意しており、墓場に捨てる際に悪霊が草履を使って家へ戻ってくることを防ぐため鼻緒を切って捨てていった風習からの連想だと見られている[12]。